# Солано (окръг)
Солано (на испански: Solano) е окръг в Калифорния. Окръжният му център е град Феърфилд.

## Население
Окръг Солано е с население от 394 542 души (2000) На последното преброяване на населението (2000) 4 души са отбелязали, че са от български произход.

## Градове
- Бениша
- Вакавил
- Валехо
- Грийн Вали
- Диксън
- Елмира
- Рио Виста
- Сюсън Сити
- Феърфийлд